# دراگو گابریچ
دراگو گابریچ (کرواتی: Drago Gabrić؛ زادهٔ ۲۷ سپتامبر ۱۹۸۶) بازیکن فوتبال اهل کرواسی است.
از باشگاه‌هایی که در آن بازی کرده‌است می‌توان به باشگاه فوتبال آنکاراگوچو، باشگاه فوتبال ترابزون‌اسپور، باشگاه فوتبال کوپر، باشگاه فوتبال هایدوک اسپلیت، و باشگاه فوتبال رییکا اشاره کرد.
وی همچنین در تیم‌های ملی فوتبال زیر ۲۰ سال کرواسی، زیر ۲۱ سال کرواسی، و کرواسی بازی کرده‌است.